# Falso movimento
Falso movimento (Falsche Bewegung) è un film del 1975, diretto da Wim Wenders, ispirato al romanzo Gli anni di apprendistato di Wilhelm Meister di Johann Wolfgang von Goethe. Fa parte della cosiddetta "Trilogia della strada", secondo film in ordine di tempo dopo Alice nelle città (1973) e prima di Nel corso del tempo (1975).

## Trama
Wilhelm Meister è un giovane aspirante scrittore, in viaggio dalla città natale Glückstadt a Bonn. Meister fugge da una madre oppressiva e dal suo passato. Viaggiando da un posto all'altro della Germania occidentale, l'uomo raccoglie attorno a sé uno strano gruppo di amici, per poi giungere, da solo, sullo Zugspitze, al confine fra Germania ed Austria.

## Sceneggiatura
Il film nasce dalla collaborazione a distanza fra il regista e lo scrittore Peter Handke. Dopo la lettura dell'opera di Goethe, "Wilhelm Meisters Lehrjahre" ("Gli anni di apprendistato di Wilhelm Meister") sentono il bisogno di ripensare e riflettere per raccogliere le idee su una loro personale rielaborazione.

## Titolo
Peter Handke dichiara in un'intervista:
(Intervista a Peter Handke a cura di J.von Mengershausen pubblicata nel 1975 Eine falsche Bewegung, Suhrkamp Verlag, Francoforte sul Meno,tradotto in italiano Gli eroi sono gli altri in Il cinema di Wim Wenders a cura di G. Spagnoletti, Parma 1977)

## Gli spazi
Wim Wenders racconta:
(Wim Wenders, Stanotte vorrei parlare con l'angelo, p.189)
(Wim Wenders,L'idea di partenza, p.142)

## La scrittura
Il film può essere interpretato come una riflessione sul meccanismo e sulla funzione della scrittura: i personaggi si scambiano sogni, ricordi, confessioni, storie. Lunghe conversazioni si intrecciano mentre camminano per le strade della città, o sono in treno, o sono ospiti nella villa dell'industriale. La liberazione delle ansie, delle paure, dei rimorsi è affidata alla  parola, al racconto. Sembrano personaggi in cerca d'autore e ripongono la speranza che il loro vissuto offra spunti e materiali a Wilhelm, lo scrittore.